# Quaestiones Mathematicae
Quaestiones Mathematicae is een internationaal, aan collegiale toetsing onderworpen wetenschappelijk tijdschrift op het gebied van de wiskunde.
De naam wordt in literatuurverwijzingen meestal afgekort tot Quaest. Math.
Het tijdschrift is opgericht in 1976.
Het wordt uitgegeven door Taylor & Francis en verschijnt 4 keer per jaar.